# Schelle (Belgique)
Pour les articles homonymes, voir Schelle.
Schelle est une commune néerlandophone de Belgique située en Région flamande dans la province d'Anvers.

## Héraldique
|  | La commune possède des armoiries qui lui ont été octroyées le 6 octobre 1819 et confirmées les 30 décembre 1841 et 13 décembre 1988. Ce sont celles de Pieter Suys, seigneur de Schelle en 1642. Auparavant, Schelle utilisait les armoiries de la famille Berthout car cette région était une possession des Berthout aux XIIIe et XIVe siècles. En 1642, il ajouta ses propres armoiries, trois pals. Les couleurs sont les couleurs nationales néerlandaises, comme en 1813 le bourgmestre a introduit sa demande sans indiquer les couleurs. Les armoiries ont donc été octroyées aux couleurs nationales néerlandaise. Lorsque les armoiries ont été confirmées après l'indépendance de la Belgique, les couleurs n'ont pas été modifiées. De même, les pals étaient blasonnées en coccinelles ("torren"), qui en 1841 ont été transformées en tours ("torens"). Ce n'est qu'en 1988 que la composition historique a été restaurée, les couleurs sont restées identiques à celles de 1819. Blasonnement : D'azur à 3 pals d'or, écu en cœur : d'azur à trois tours. L'écu surmonté d'un buste de pape portant une tiare d'or. (Traduction libre) Source du blasonnement : Heraldy of the World. |

## Démographie

### Évolution démographique
Graphe de l'évolution de la population de la commune.
- Source : DGS - Remarque: 1806 jusqu'à 1981=recensement; depuis 1990=nombre d'habitants chaque 1er janvier[2]

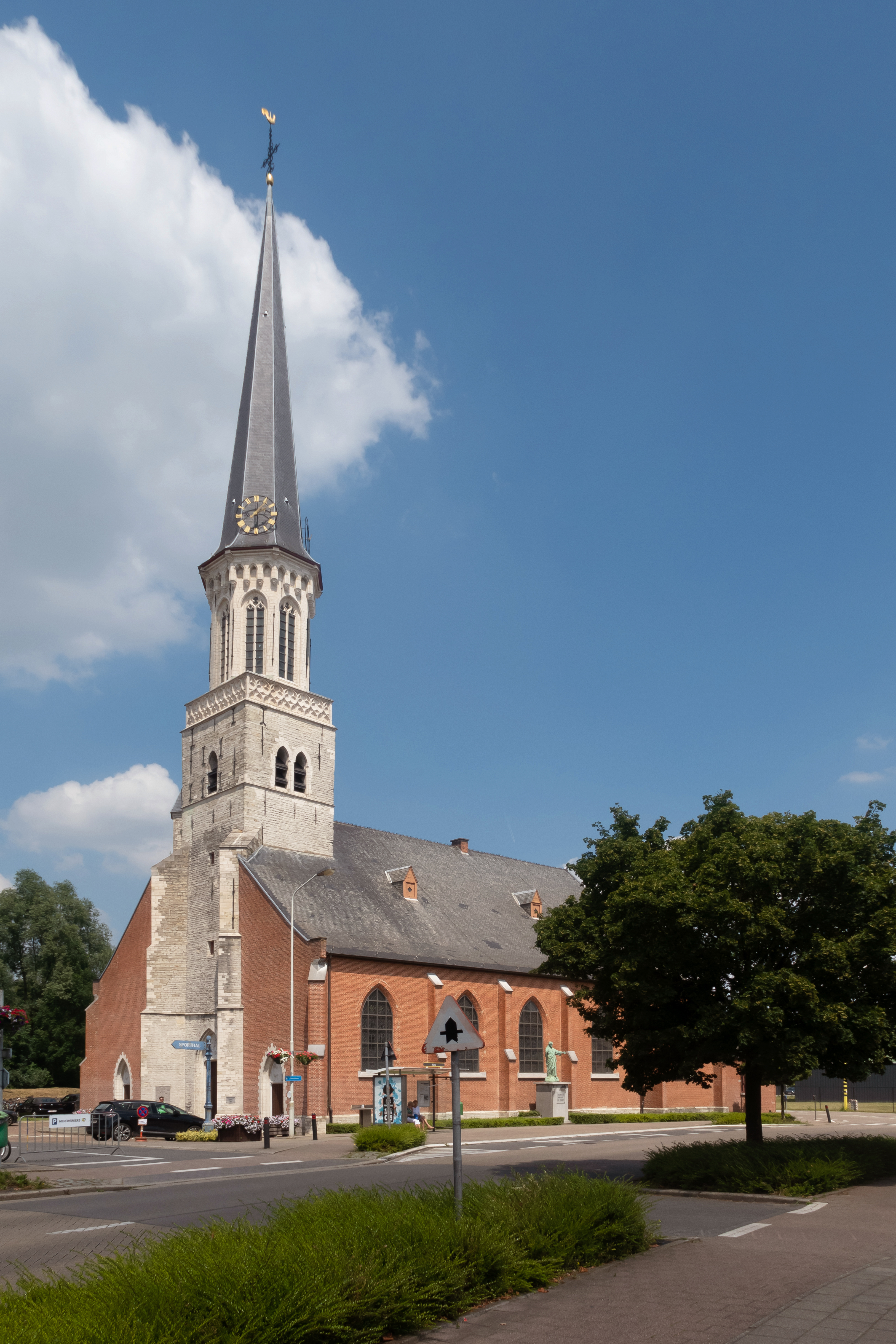
Schelle, l'église: parochiekerk Sint-Petrus et Paulus